# Carrie (1952)
Carrie ist ein US-amerikanisches Filmdrama von William Wyler mit Jennifer Jones in der Titelrolle und Laurence Olivier als ihrem Partner.

## Handlung
Carrie Meeber, eine Farmerstochter und Fabrikarbeiterin, verlässt eines Tages ihre kleine, ländlich gelegene Heimatstadt, um in Chicago ihr Glück zu suchen. Während der Zugfahrt lernt sie Charles Drouet kennen, einen Geschäftsmann, der sie in ein angeregtes Gespräch zieht. Als sie in einer ärmlichen Gegend im Süden Chicagos aussteigt, überreicht Drouet Carrie seine Visitenkarte, damit man sich nicht aus den Augen verliert. Carrie kommt vor Ort bei ihrer Schwester unter, die dort mit Mann und Kind lebt. Nach einem beschwerlichen Tag der erfolglosen Jobsuche entschließt sie sich, in der Hoffnung auf Ablenkung Drouet anzurufen. Der ist darüber sehr erfreut und lädt Carrie in ein schickes Restaurant ein. Als er sieht, wie klamm sie finanziell ist, steckt er Carrie zehn Dollar zu. Als Carrie dies später bemerkt, eilt sie zum Restaurant zurück, wo sie allerdings nur noch den Manager, George Hurstwood, antrifft. Der ist augenblicklich von Carrie fasziniert. Die junge Frau trifft anschließend doch noch Drouet wieder. Nach mehreren Begegnungen mit Drouet beginnt sie ernsthaft ihn dazu zu drängen sie zu heiraten, zumal ihre Nachbarn bereits über die beiden zu tuscheln begännen. Drouet ist ein Hans Dampf in allen Gassen, an einer ernsten Beziehung liegt ihm nichts. Um sie abzulenken, lädt er sie mit Hurstwood zu sich nach Hause ein. Der Restaurantmanager und Carrie kommen sich näher, und als eines Tages Drouet wieder einmal auf Geschäftsreise muss, lädt George Carrie ein, mit ihm ins Theater zu gehen. Dies ist der Beginn einer innigen Liebe, doch als Carrie gerade mit Hurstwood „durchbrennen“ will, erfährt sie, dass dieser verheiratet ist. Unglücklich verheiratet, versteht sich, wie George Hurstwood ihr aufrichtig versichert.
Als Hurstwood am Ende eines langen Abends im Restaurant die Kassenabrechnung macht, schließt er versehentlich den mit einem Zeitschloss versehenen Geldschrank und kann so nicht mehr die Tageseinnahmen deponieren. Er nimmt daher die hohe Summe von 10.000 Dollar mit zu sich, um sie am kommenden Morgen dem Restaurantbesitzer persönlich zu übergeben. Daheim trifft er überraschenderweise seinen Boss an. Dem ist die Affäre zwischen George und Carrie zu Ohren gekommen, und er gibt sich empört. Hurstwoods Chef kündigt an, Georges Gehalt direkt seiner Frau zu übergeben. Daraufhin beschließt George, seinem Vorgesetzten die 10.000 Dollar nicht zu übergeben. Vielmehr will jetzt Hurstwood für klare Verhältnisse sorgen, sich von seiner Frau trennen und mit Carrie und dem Geld als Basiskapital eine neue Existenz aufbauen. Seinem Chef hinterlässt George, der ja kein Dieb sein will, eine Schuldverschreibung über die als „Anleihe“ gedachte Summe von 10.000 Dollar und sagt ihm auf diesem Schrieb zu, das Geld so bald wie möglich zurückzuzahlen. Hurstwood ist derart fasziniert von Carrie, dass er das Mädchen sogar mit einer Lüge aus ihrem Haus lockt, indem er ihr erzählt, dass sich Drouet verletzt habe und er sie zu ihm bringen wolle. Beide besteigen den Zug, und während der Fahrt – angeblich zu Drouet, wie Carrie glaubt – beschwört Hurstwood sie, Drouet zu verlassen, denn nur er, Hurstwood, würde sie wirklich lieben. Hin- und hergerissen zwischen Vernunft und Gefühl entscheidet sich Carrie schließlich für George.
Anfangs hängt für beide der Himmel noch voller Geigen, doch bald holt die Realität Carrie und George wieder ein. Hurstwoods früherer Arbeitgeber schickt ihm jemanden auf den Hals, der die – in dessen Augen unterschlagenen – 10.000 Dollar zurückholen soll. George versucht derweil verzweifelt Arbeit zu finden, doch es hat sich herumgesprochen, dass er offensichtlich seinen letzten Arbeitgeber bestohlen hat. So bleibt er beschäftigungslos. George und Carrie versinken immer mehr in Armut und Elend. Zu allem Verdruss ist Carrie jetzt auch noch schwanger geworden, und Georges Ehefrau hat ihn ausfindig gemacht. Sie verlangt von ihm eine Unterschrift, dass sie das gemeinsame Haus verkaufen kann. Den Erlös will sie jedoch nicht mit ihm teilen, denn wenn George nicht auf seinen Anteil verzichten würde, werde sie, so kündigt die rachsüchtige Gattin an, ihn wegen Bigamie anzeigen. George drängt auf Scheidung, doch seine zornige Gattin verweigert dieses Ansinnen. Schließlich lässt sich Mrs. Hurstwood auf einen Kuhhandel ein: Sie stimmt einer einvernehmlichen Trennung zu, dafür verzichtet er auf seinen Anteil beim Hausverkauf. Für Carrie sind all diese Turbulenzen einfach zu viel, sie verliert ihr Baby. Dieser letzte Schlag antizipiert die Trennung der beiden, ihr Glück scheint zerbrochen.
Carrie will jetzt ihr Leben in die eigene Hand nehmen und beschließt, Schauspielerin zu werden. Hurstwood sucht derweil vergeblich Kontakt zu seinem Sohn, der gerade  mit seiner jungen Frau von einer Europareise zurückkeh. Carrie, die George noch immer liebt, deutet diesen letzten Schritt Georges als einen Versuch, zu seiner Familie und seinem alten Leben zurückzukehren. Für George entwickeln sich die Dinge von schlecht zu katastrophal, wegen der Unterschlagung in Chicago stellt ihn niemand ein. Er verfällt in Armut und lebt auf der Straße, während Carrie sich tatsächlich ihren Traum verwirklichen kann und als Künstlerin eine glanzvolle Karriere aufbaut. Krank, abgemagert und verludert, sucht George noch einmal den Kontakt zu Carrie und erwartet sie am Bühneneingang ihres Theaters. Carrie ist über seinen Zustand entsetzt und will ihn wieder zu sich nehmen. Erst jetzt erfährt sie über Drouet, dass George damals das Geld genommen hatte, um mit ihr ein neues Leben beginnen zu können. Carrie gibt sich selbst die Schuld für Georges Zwangslage, in der er seitdem steckt, für seinen vollkommenen Niedergang und Absturz. Sie will sich mit ihm versöhnen, aber er nimmt von ihr lediglich einen Vierteldollar entgegen, verlässt ihre Garderobe und verschwindet im Dunkel der Nacht.

## Produktionsnotizen
Carrie wurde in den Paramount-Studios von Hollywood gedreht und erlebte am 17. Juli 1952 seine Uraufführung in New York. Im darauf folgenden Monat präsentierte man den Film während der internationalen Filmfestspiele in Venedig. Die deutsche Erstaufführung fand Anfang 1953 statt.
Hal Pereira und Roland Anderson zeichneten für die Filmbauten, Emile Kuri für die Ausstattung verantwortlich, Edith Head wiederum für die Kostüme. Alle vier erhielten für ihre Leistungen je eine Oscar-Nominierung. Farciot Edouart übernahm die Spezialaufnahmen, Wally Westmore sorgte für das Makeup.

## Kritiken
„Die Liebe zu einem schönen, fast unschuldigen Mädchen (Jennifer Jones) bewirkt den sukzessiven Abstieg eines besseren älteren Herrn (Laurence Olivier) in das unrasierte Elend Gorkischer Provenienz. Der episch träge Gefühlsstrom aus den Quellen des amerikanischen Schriftstellers Theodore Dreiser ist von Regisseur William Wyler filmgerecht kanalisiert worden.“

„Düster-melodramatische Verfilmung des bedeutenden gesellschaftskritischen Romans von Theodore Dreiser; qualitätvolle Unterhaltung, auch wenn die Konflikte fast ausschließlich auf die private Sphäre begrenzt bleiben.“

„… uneinheitliche Seifenoper aus der Jahrhundertwende …  David Raksins Filmmusik ist ein Plus.“

„Ein berühmter satirischer Roman wurde zu einer schwerfälligen Erzählung abgeschwächt, mit kaum genügender dramatischer Kraft, um das Interesse aufrechtzuerhalten trotz hervorragender Produktionsbedingungen.“